# Nassereith
Nassereith je obec v Rakousku ve spolkové zemi Tyrolsko v okrese Imst. V obci žije přibližně 2 200 obyvatel.

## Poloha
Nassereith leží na začátku údolí Gurgltal na frekventované na trase z Imst k průsmyku Fern, v údolí řeky Gurglbach. Na západě se tyčí Lechtalské Alpy s horou Rauchberg. Údolím Gurglbach vede státní silnice B 189 z Imst do Telfs (bývalá Via Claudia Augusta) přes Holzleiten sadde a Miemingerskou náhorní plošinu, která se větví k průsmyku Fernapass a dále do Lermoos (státní silnice B 179).
Obec má rozlohu 72,43 km². Z toho 6 % připadá na zemědělskou půdu, 65 % na lesy, 5 % na vysokohorské pastviny a 22 % na vysokohorský terén.

## Části obce
- Roßbach
- Mühlofen
- Brunnwald
- Fernstein
- Fernpass
- Wiesenmühle
- Dormitz
- See-Eck
- St. Wendelin

## Sousední obce
Nassereith sousedí s obcemi:
|         | Berwang | Lermoos   |
| Tarrenz |         | Biberwier |
|         | Haiming | Obsteig   |

## Historie
První písemná zmínka o Dormitz, čtvrti Nassereith, uvedeném jako locus qui dicitur Dormundes pochází z období let 1101–1120 z darovací knihy kláštera Rottenbuch am Inn. Záznamy o osídlení však ukazují, že v oblasti Dormitz existovalo trvalé osídlení již 200 až 300 let před Kristem, stejně jako silniční spojení přes průsmyk Fern a přes Holzleiten Saddle. Nachází se zde jeden z nejkrásnějších a nejstarších poutních kostelů v tyrolském Oberlandu. Pozdně gotický kostel, uvnitř barokně upraven v roce 1746, je zasvěcený svatému Mikuláši. Na hlavním oltáři se nachází socha Panny Marie s dítětem z 15. století.
V centru obce se nachází velký farní kostel Tří králů; s přibližně 400 místy je jedním z největších vesnických kostelů v Tyrolsku. Za zmínku stojí více než 300 let stará barokní cibulová věž a také Boží hrob. Ve vesnici se nachází také domov pro seniory Milosrdných sester. Tento dům získaly sestry v roce 1887. V roce 2017 zde žily tři duchovní sestry, které navázaly na 130letou tradici.
Fernsteinská poustevna je poprvé zmiňována v listině z roku 1288 a byla to bývalá celní stanice na cestě do průsmyku Fern. Jezero Fernsteinsee, které je v soukromém vlastnictví, je oblíbenou potápěčskou oblastí. Nedaleko odtud jsou jezera Samerangersee a Schanzlsee. Obzvláště oblíbeným výletním cílem je Nassereither See, které se nachází přímo za farním kostelem.

## Památky
Na území obce se nacházejí mimo jiné tyto památky:
- Kostel Tří králů (německy Pfarrkirche zu den hll. Drei Könige) z 19. století pozdně gotický kostel s křtitelnicí z roku 1507.
- Pozdně gotický poutní kostel svatého Mikuláše (německy Wallfahrtskirche hl. Nikolaus) v Dormitz, přestavěn v roce 1746, autor rokokové polychromie je Josef Jais z Imstu.
- Regionální muzeum (Heimatmuseum).
- Zřícenina zámku Sigmundsburg z roku 1460.
- Zámek Fernstein, který byl přestavěn v roce 1720.
- Kaple v blízkosti průsmyku Fernpass z 18. století.

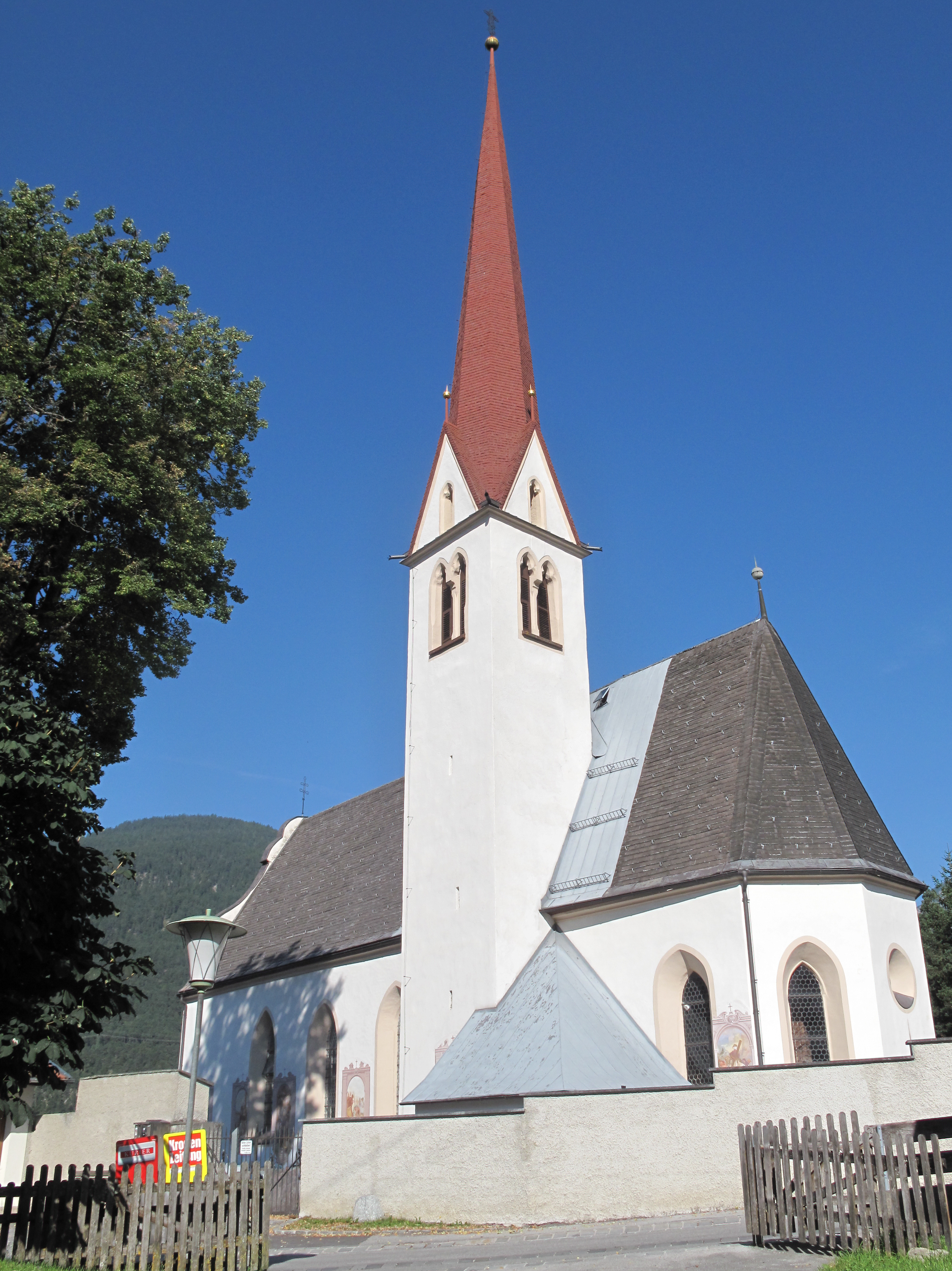
Poutní kostel v Dormitz
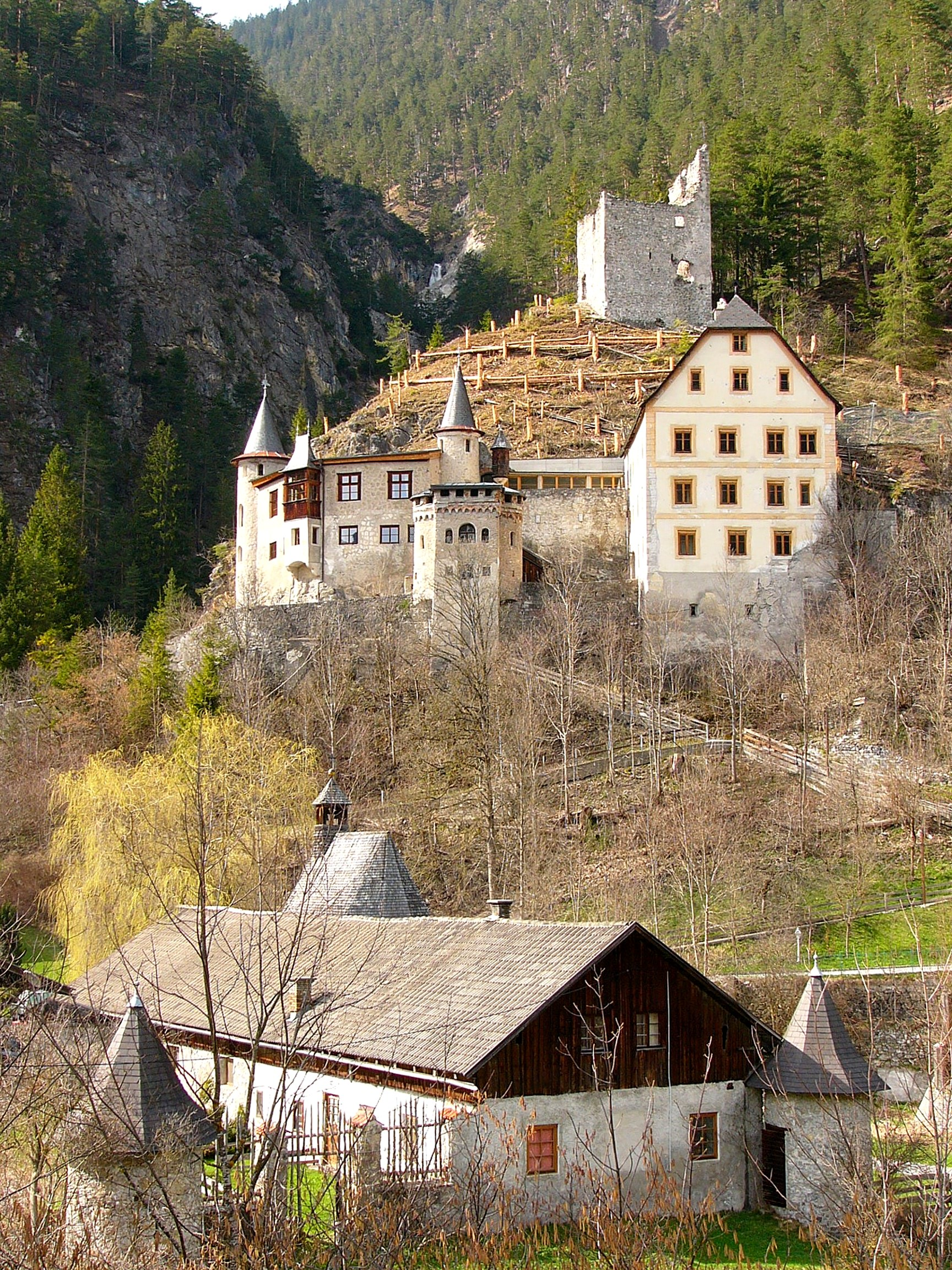
Hrad a zámek Fernstein
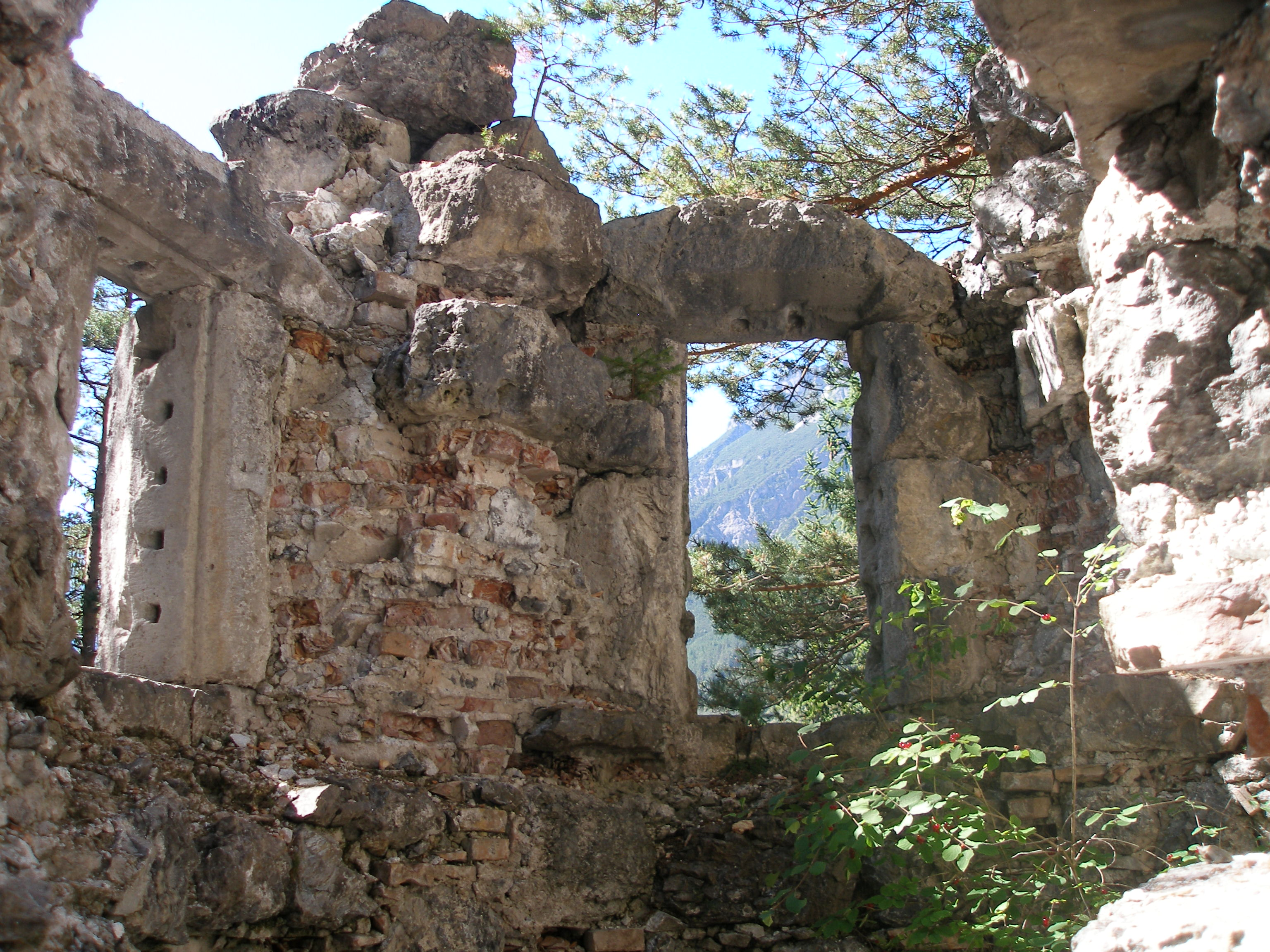
Zřícenina hradu Sigmundsburg
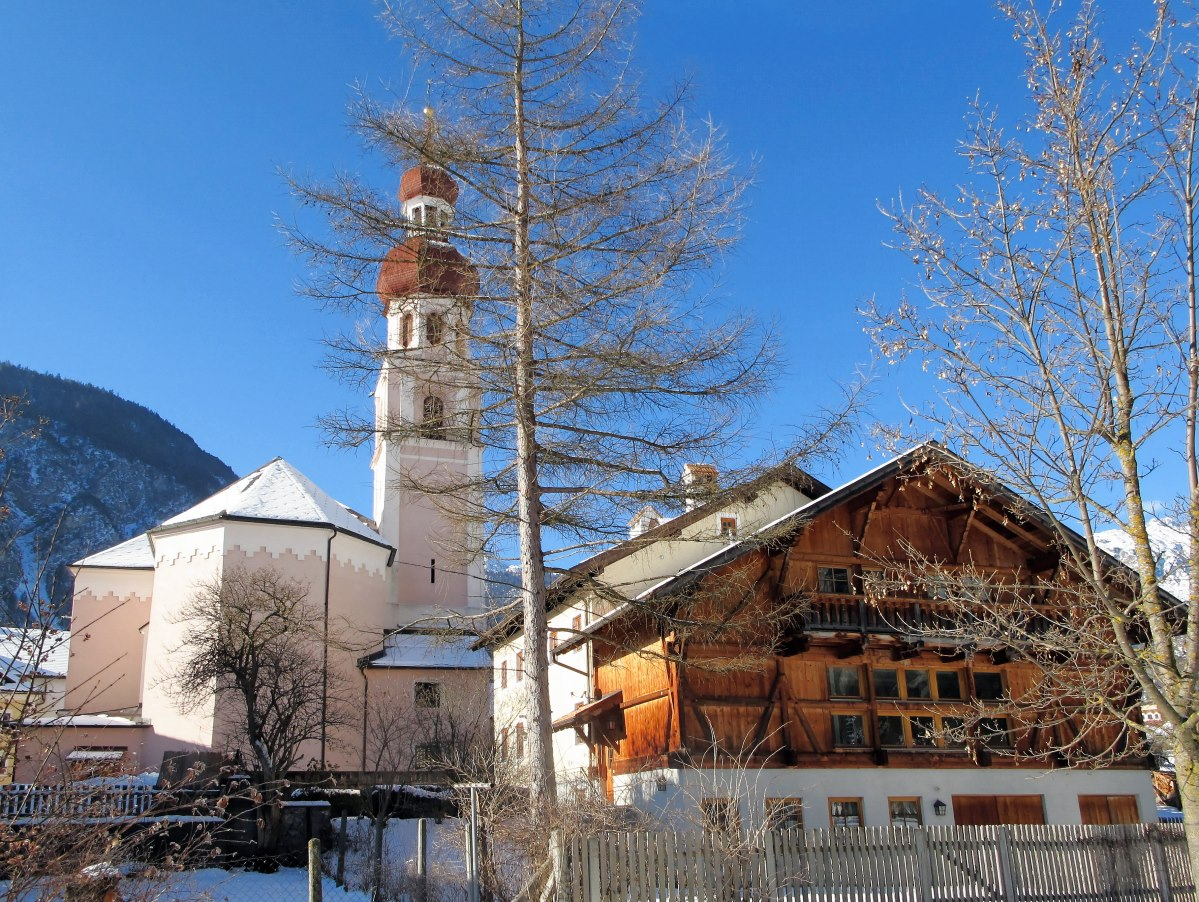
Farní kostel Tří králů v Nassereith